# Lózsárd
Lózsárd település Romániában, Kolozs megyében.

## Fekvése
Dobokától keletre fekvő település.

## Nevének eredete
Lozsárd nevét a szláv lošad szóból eredőnek tartják, mely lovat jelent s egykori királyi lovászok telepe volt

## Története
Lózsárd Árpád-kori település. Nevét az oklevelek 1279-ben említették először Lusad néven.
1279-ben Lusad, 1485-ben Lwsath, 1507-ben Losad wolachalis, 1538-ban Losad, 1570-ben Losard, 1616-ban Lozard,  1618-ban Rosald, 1721-ben Losárd néven írták.
Az 1200-as években dobokai várföld volt, melyet 1270-1272 körül V. István király
adott a Kökényesrénold nemzetségbeli Mukud fia Mikud bán-nak. 1279-ben ezt az adományt IV. László király meg is erősítette.
1470-ben Mátyás király az örökös nélkül elhalt Dobokai Miklósnak itteni részét, mely a királyra szállott, Csupor Miklós erdélyi vajdának adta.
Az 1400-as évek végén, 1500-as évek elején a Dobokaiak birtoka.
1596-ban Báthory Zsigmond a hűtlenségbe esett Kendy Sándornak itteni részét,  Mihály havaselvi vajdának adományozza, a ki abba az ottani birtokos Nagy János jelenlétében beigtattatik.
1598-ban Dobokai Nagy Vitális fia Gáspár két telkét Hosszu István kolozsvári polgárnak adta zálogba.
1602-ben Szemere János birtoka volt.
1620-ban Bethlen Gábor Haller Zsigmondot itteni birtokában megerősíti, de Bánffy Margit Allya Farkasné, Bánffy Judit Szikszay Györgyné, Bánffy Borbála Huszár Istvánné, Bánffy Anna Wesselényi Boldizsárné s Bánffy Zsuzsánna Béldy Kelemenné, továbbá Bornemisza Zsigmond, Bornemisza Zsuzsánnától való gyermekei Miklós, Judit és Anna az itteni Patócsy-rész iránt ellentmondtak.
1624-ben Haller Zsigmond itteni részét testvérére Haller Istvánra hagyja, ezt a rendelkezést 1630-ban a fejedelem is megerősíti.
1627-ben Bethlen Gábor az itteni Szennyesi részt, mely a Károlyiak adományából Szennyesi Mátyásé volt, annak utódnélküli halálával Zámbó Mihálynak adományozta. Idevaló  birtokosok még: Farkas Gábor, Kendy Krisztina Haller Zsigmond özvegye, Szilvási András, Farkas Pálné Dobokay Katalin.
1629-ben Szemere János neje itteni részbirtokát Ördög Zsuzsánnára hagyjta.
1632-ben I. Rákóczi György Haller Zsigmond itteni részét, annak utódnélküli halála miatt Kovacsóczy Istvának adományozta, de Haller György és neje Nyáry Borbála olyan egyezséget kötöttek vele, hogy az Kovacsóczy halálával a Hallerekre szálljon, a mi azonban mégsem történhetett meg, mert 1641-ben a birtok már a kincstár kezén volt.
1661-ben Kemény János a kincstár itteni részét Haller Gábornak adományozta, ki azt Bácsy Istvántól magához válátotta.
1688-ban I. Apafi Mihály fejedelem a birtokot a Teleki családnak adta.
1820-ban gróf Teleki Imre, László és Pál, gróf Teleki Lajos özvegye, gróf. Rhédei Ádám, Inczédi László, Keczeli János, báró Miske József, Durus János, Hosszú László, Tarcza János volt itt nagyobb birtokos.
1863-ban gróf Teleki Sámuel örökösei, özv. gróf Telekiné gróf Bethlen Eszter, özv. gróf Telekiné Macskási Klára, gróf Rhédei Mária és társai, Rettegi István gróf voltak birtokosai.
A 20. század elején Szolnok-Doboka vármegye Szamosújvári járásához tartozott.
1910-ben 852 lakosából 16 magyar, 831 román volt. Ebből 10 római katolikus, 825 görögkatolikus, 9 izraelita volt.